# Nazionale maschile di calcio della Guyana francese
La nazionale di calcio della Guyana francese è la rappresentativa calcistica dell'omonimo Dipartimento francese d'Oltremare situato in Sudamerica ed è controllata dalla Ligue de Football de la Guyane Française, dipendenza della Federazione Calcistica Francese.
Essendo parte della Francia, come tutti i territori francesi d'oltremare, la Guyana francese non è un membro FIFA e pertanto non può partecipare a nessuna manifestazione organizzata dalla stessa, compreso il campionato mondiale. Alla squadra è però concesso di partecipare alle competizioni CONCACAF insieme alle nazioni centro-nordamericane e caraibiche, sebbene la Guyana francese si trovi geograficamente in America Meridionale.
I risultati di maggior rilievo li ha colti nella Coppa dei Caraibi, in cui per due volte ha raggiunto il terzo posto, il primo dei quali durante l'unica edizione di una competizione internazionale che ha ospitato, nel 1983.
Così come il Suriname offre calciatori ai Paesi Bassi, anche la Guyana francese, ogni qualvolta produce elementi di un certo talento meritevoli anche di palcoscenici di primo piano, "cede" i suoi calciatori alla squadra transalpina; esempi in questo senso sono Florent Malouda (che ha giocato per il DOM nel 2017), Bernard Lama e il  portiere del Milan Mike Maignan.

## Partecipazioni ai tornei internazionali
NB: La Guyana francese, essendo un dipartimento d'oltremare della Francia (a differenza di altre dipendenze come quelle americane, britanniche od olandesi), non può partecipare alle competizioni internazionali FIFA, né ai Giochi olimpici.

Legenda: Grassetto: Risultato migliore, Corsivo: Mancate partecipazioni

### Campionato CONCACAF
La nazionale della Guyana francese non ha mai partecipato al Campionato CONCACAF, l'antenato della Gold Cup, né alle relative qualificazioni.

### Coppa dei Caraibi[3]
Gli Yana Dòkò hanno partecipato alla fase finale della Coppa dei Caraibi in cinque occasioni, cogliendo due terzi posti.

### Coppa dell'oltremare
La Guyana francese ha disputato tutte e tre le edizioni della Coupe de l'Outre-Mer, terminando al quarto posto all'esordio.

### Coupe des Caraïbes
I guyanesi hanno preso parte all'unica Coupe des Caraïbes che ha avuto luogo nel 1948, fermandosi in semifinale.

## Statistiche dettagliate sui tornei internazionali
Campionato CONCACAF/Gold Cup
| Anno | Luogo                               | Piazzamento      | V | N | P | Gol  |
| ---- | ----------------------------------- | ---------------- | - | - | - | ---- |
| 1963 | El Salvador                         | Non partecipante | - | - | - | -    |
| 1965 | Guatemala                           | Non partecipante | - | - | - | -    |
| 1967 | Honduras                            | Non partecipante | - | - | - | -    |
| 1969 | Costa Rica                          | Non partecipante | - | - | - | -    |
| 1971 | Trinidad e Tobago                   | Non partecipante | - | - | - | -    |
| 1973 | Haiti                               | Non partecipante | - | - | - | -    |
| 1977 | Messico                             | Non partecipante | - | - | - | -    |
| 1981 | Honduras                            | Non partecipante | - | - | - | -    |
| 1985 | Itinerante                          | Non partecipante | - | - | - | -    |
| 1989 | Itinerante                          | Non partecipante | - | - | - | -    |
| 1991 | Stati Uniti                         | Non qualificata  | - | - | - | -    |
| 1993 | Stati Uniti / Messico               | Non qualificata  | - | - | - | -    |
| 1996 | Stati Uniti                         | Non qualificata  | - | - | - | -    |
| 1998 | Stati Uniti                         | Non qualificata  | - | - | - | -    |
| 2000 | Stati Uniti                         | Non qualificata  | - | - | - | -    |
| 2002 | Stati Uniti                         | Non partecipante | - | - | - | -    |
| 2003 | Stati Uniti / Messico               | Non partecipante | - | - | - | -    |
| 2005 | Stati Uniti                         | Non qualificata  | - | - | - | -    |
| 2007 | Stati Uniti                         | Non partecipante | - | - | - | -    |
| 2009 | Stati Uniti                         | Non partecipante | - | - | - | -    |
| 2011 | Stati Uniti                         | Non partecipante | - | - | - | -    |
| 2013 | Stati Uniti                         | Non qualificata  | - | - | - | -    |
| 2015 | Stati Uniti / Canada                | Non qualificata  | - | - | - | -    |
| 2017 | Stati Uniti                         | Primo turno      | 0 | 0 | 3 | 2:10 |
| 2019 | Stati Uniti / Costa Rica / Giamaica | Non qualificata  | - | - | - | -    |
| 2021 | Stati Uniti                         | Non qualificata  | - | - | - | -    |
| 2023 | Stati Uniti / Canada                | Non qualificata  | - | - | - | -    |

Coppa dei Caraibi
| Anno | Luogo                                   | Piazzamento                        | V | N | P | Gol |
| ---- | --------------------------------------- | ---------------------------------- | - | - | - | --- |
| 1978 | Trinidad e Tobago                       | Non qualificata                    | - | - | - | -   |
| 1979 | Suriname                                | Non qualificata                    | - | - | - | -   |
| 1981 | Porto Rico                              | Non qualificata                    | - | - | - | -   |
| 1983 | Guyana francese                         | Terzo posto                        | 1 | 1 | 1 | 1:1 |
| 1985 | Barbados                                | Non qualificata                    | - | - | - | -   |
| 1988 | Martinica                               | Non qualificata                    | - | - | - | -   |
| 1989 | Barbados                                | Non qualificata                    | - | - | - | -   |
| 1990 | Trinidad e Tobago                       | Non qualificata                    | - | - | - | -   |
| 1991 | Giamaica                                | Non qualificata                    | - | - | - | -   |
| 1992 | Trinidad e Tobago                       | Non qualificata                    | - | - | - | -   |
| 1993 | Giamaica                                | Non qualificata                    | - | - | - | -   |
| 1994 | Trinidad e Tobago                       | Non qualificata                    | - | - | - | -   |
| 1995 | Isole Cayman / Giamaica                 | Primo turno                        | 0 | 0 | 3 | 2:6 |
| 1996 | Trinidad e Tobago                       | Non qualificata                    | - | - | - | -   |
| 1997 | Antigua e Barbuda / Saint Kitts e Nevis | Non qualificata                    | - | - | - | -   |
| 1998 | Giamaica / Trinidad e Tobago            | Non qualificata                    | - | - | - | -   |
| 1999 | Trinidad e Tobago                       | Ritirata durante le qualificazioni | - | - | - | -   |
| 2001 | Trinidad e Tobago                       | Non partecipante                   | - | - | - | -   |
| 2005 | Barbados                                | Non qualificata                    | - | - | - | -   |
| 2007 | Trinidad e Tobago                       | Non partecipante                   | - | - | - | -   |
| 2008 | Giamaica                                | Non partecipante                   | - | - | - | -   |
| 2010 | Martinica                               | Non partecipante                   | - | - | - | -   |
| 2012 | Antigua e Barbuda                       | Primo turno                        | 1 | 0 | 2 | 4:6 |
| 2014 | Giamaica                                | Primo turno                        | 1 | 1 | 1 | 7:6 |
| 2017 | Martinica                               | Terzo posto                        | 1 | 1 | 0 | 2:1 |

Coupe de l'Outre-Mer
| Anno | Luogo         | Piazzamento  | V | N | P | Gol  |
| ---- | ------------- | ------------ | - | - | - | ---- |
| 2008 | Île-de-France | Quarto posto | 1 | 0 | 2 | 4:8  |
| 2010 | Île-de-France | Primo turno  | 1 | 1 | 1 | 9:3  |
| 2012 | Île-de-France | Quinto posto | 2 | 0 | 2 | 15:8 |

Coupe des Caraïbes
| Anno | Luogo      | Piazzamento | V | N | P | Gol  |
| ---- | ---------- | ----------- | - | - | - | ---- |
| 1948 | Itinerante | Semifinale  | 1 | 0 | 2 | 7:13 |

## Tutte le rose
CONCACAF Gold Cup 20171 Lugier, 2 Rosimé, 3 Torvic, 4 Evens, 5 Fabien, 6 Rimane, 7 Soubervie, 8 Legrand, 9 Abelinti, 10 Lo. Baal, 11 Contout, 12 Solvi, 13 M. Haabo, 14 Lescot, 15 Malouda, 16 Petit-Homme, 17 I. Baal, 18 Privat, 19 J. Haabo, 20 Edwige, 21 Dutard, 22 Léon, 23 Lu. Baal, CT: Karam